# Sandro Penna
(Cesare Garboli)
Sandro Penna (Perugia, 12 giugno 1906 – Roma, 21 gennaio 1977) è stato un poeta italiano.
Inizia a scrivere poesia sul finire degli anni Venti del Novecento e nel 1929 conosce Umberto Saba a Roma e poi negli anni molti altri intellettuali come Carlo Emilio Gadda, Cesare Pavese e Pier Paolo Pasolini. Nel 1939 pubblica la sua prima raccolta di versi e nel 1957 vince il Premio Viareggio per la raccolta Poesie, pubblicata nel 1956. Con Stranezze, nel 1977, vince il Premio Bagutta.

## Biografia

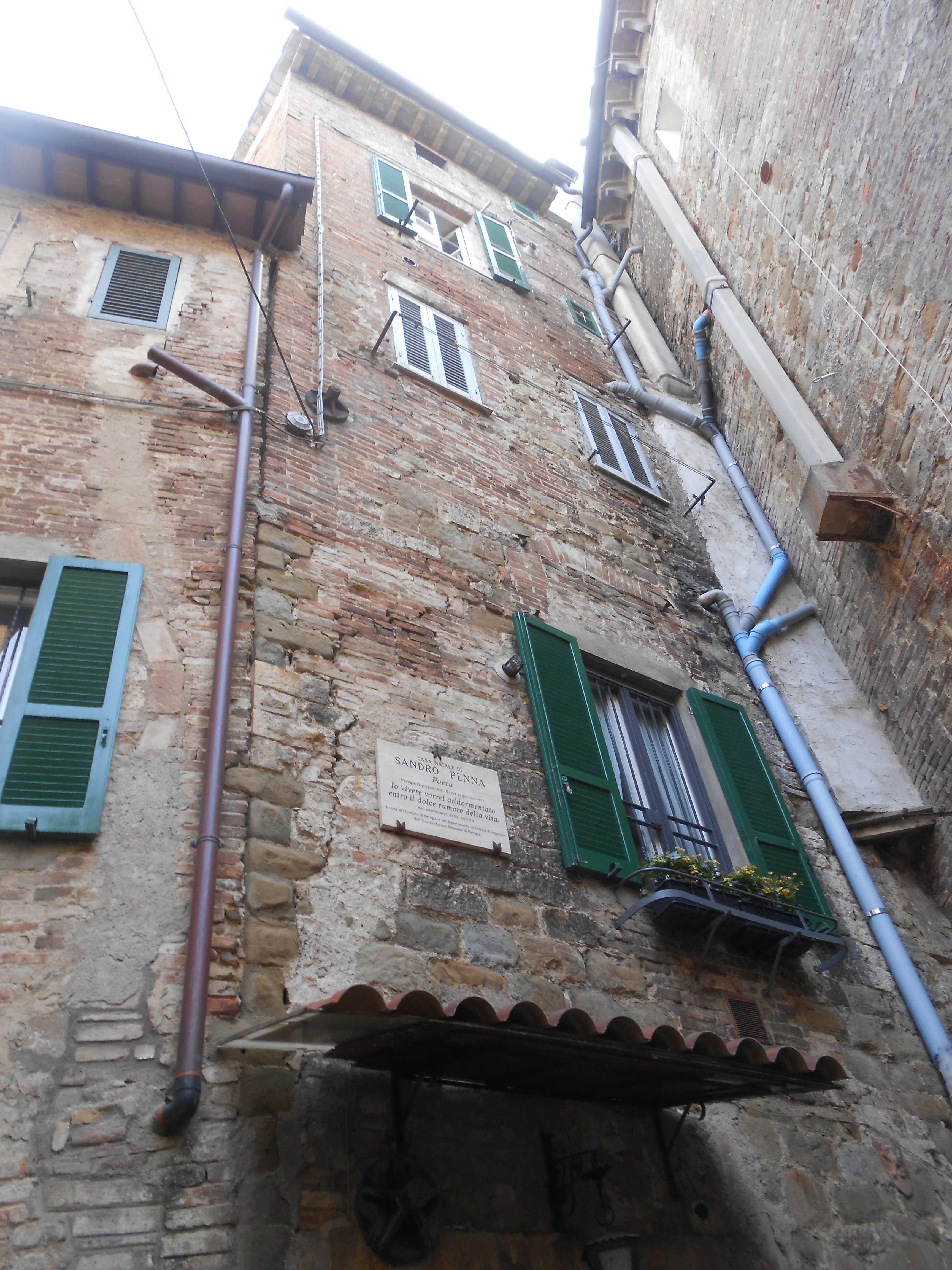
Casa natale a Perugia con targa

Nato in una famiglia borghese, da Armando, umbro, e Angela Antonione Satta, laziale, ha due fratelli minori, Beniamino ed Elda. Nell'infanzia soffre spesso di bronchiti e allergie. Quando il padre torna dalla guerra malato di sifilide, la madre decide di lasciarlo e si trasferisce a Pesaro con la figlia, lasciando i due maschi col padre. Nel 1922 la madre si trasferisce a Roma, dove lui raramente riesce a raggiungerla. Nel 1925 si diploma in ragioneria, ma legge molta letteratura, soprattutto Leopardi, D'Annunzio, Hölderlin, Wilde, Rimbaud, Baudelaire e Crevel.

Un giovane Sandro Penna

La scelta di scrivere poesia viene intorno al 1928, quando la propria sensibilità cerca un territorio per diventare espressione. Ora legge Alvaro, Cardarelli, Govoni, Gide, Ungaretti, Saba e Montale. Frequenta con regolarità l'amico Acruto Vitali, anch'egli poeta. L'estate, a Porto San Giorgio sperimenta altri primi difficili innamoramenti, sempre omosessuali. Tra questi, in particolare lo colpisce un ragazzo di Trastevere, Ernesto, per il quale decide di trasferirsi a Roma, anche perché i rapporti con il padre peggiorano, la città umbra gli sembra chiusa e cerca di riavvicinarsi alla madre.
Lavora tra Perugia e Roma in modo saltuario, facendo diversi mestieri: il contabile (presso una zia materna e poi in un'azienda edile che chiude nel 1932), l'allibratore di corse ippiche, il commesso di libreria, poi il correttore di bozze e il mercante d'arte, e volentieri rimane anonimo in lunghe passeggiate tra la gente, soprattutto di sera. Ha modo di entrare in contatto con il mondo dei letterati in seguito alla conoscenza di Umberto Saba nel 1929 (al quale manda un fascio di versi con lo pseudonimo Bino Satta) e all'incontro con gli artisti fiorentini che frequentano il "Caffè Le Giubbe Rosse" di Firenze.
Intanto a Roma, frequenta Carlo Emilio Gadda, Gabriele Baldini, Alfonso Gatto, Enrico Falqui e Alfredo Gargiulo. Dal 1937 vive due anni a Milano lavorando come correttore di bozze presso Valentino Bompiani, e come commesso alla Hoepli. Qui frequenta Sergio Solmi, Leonardo Sinisgalli, Giovanni Titta Rosa e altri.
Nel 1939, grazie all'interessamento di Giansiro Ferrata e Sergio Solmi, pubblica la prima raccolta di versi il cui successo lo introduce, come collaboratore, in alcune importanti riviste dell'epoca, come Corrente, Letteratura, Il Frontespizio, Il Mondo su cui appaiono negli anni quaranta alcune prose più tardi, 1973, raccolte nel volume Un po' di febbre.
Mentre si reca a Catania per cercare di intraprendere un'attività di commercio in libri rari, sente la dichiarazione di guerra alla radio. Nel 1943 muore il padre (ora viveva anch'egli a Roma, ma non si incontravano quasi mai). Per aiutarlo Roberto Bazlen gli commissiona una traduzione di Paul Claudel, Cesare Pavese e Carlo Muscetta, una di quattro novelle di Prosper Mérimée; diversi amici pittori gli regalano (o vendono a basso prezzo) delle opere che lui cerca di piazzare a collezionisti e gallerie.
Nel 1950 venne pubblicato il suo secondo libro di versi uscito nelle edizioni della Meridiana con il titolo di Appunti. Nel 1955 pubblicò il racconto Arrivo al mare e nei due anni seguenti due opere importanti che definiranno meglio la sua personalità e lo stile della sua poesia: Una strana gioia di vivere, edito da Scheiwiller nel 1956 (che trova Pasolini entusiasta) e la raccolta completa delle sue Poesie (su interessamento dello stesso) edita da Garzanti che gli fa ottenere, nel 1957, sia pure con qualche scandalo, il premio Viareggio.
Il libro ottiene molte recensioni, ne scrivono Pietro Citati, Giorgio Caproni, Elémire Zolla, Alfredo Giuliani e altri. Nel 1958 pubblicò Croce e delizia con la casa editrice Longanesi e solamente nel 1970 apparve presso l'editore Garzanti il suo libro Tutte le poesie che comprendeva le poesie precedenti e molti inediti. In quello stesso anno fu assegnato a Penna il premio Fiuggi. Le sue poesie vengono anche tradotte e inserite in diverse antologie all'estero.
Intanto nel 1964 muore la madre, e il poeta, che ha sempre vissuto in semi-povertà, va a vivere a casa di lei. Ora gira in automobile e con un cane lupo nelle borgate e per Ostia. Accetta che vengano raccolte alcune prose e appunti di viaggio in un nuovo libro presso Garzanti, Un po' di febbre. Vive una vecchiaia precoce. Perde i denti per una piorrea, ma rifiuta di indossare protesi, per dormire usa molti sonniferi, esce poco e quasi mai di giorno.
Nel 1976 viene pubblicata sull'"Almanacco dello Specchio" una scelta di sue poesie e, alla fine di quell'anno, il volume Stranezze per il quale, nel gennaio del 1977, pochi giorni prima della morte avvenuta il 21, gli viene assegnato il premio Bagutta, che le condizioni di salute non gli permettono di ritirare. Dopo la morte viene sepolto nel cimitero Flaminio di Roma, ed escono diversi inediti, e la sua pudica omosessualità non è più considerata scandalosa. A Perugia, sua città natale, gli è stata intitolata la Biblioteca Sandro Penna. A Perugia e a Roma sono intitolate due strade a Sandro Penna.

## Poetica
Solitamente Penna viene annoverato tra i tre principali poeti (con Attilio Bertolucci e Giorgio Caproni) della cosiddetta "linea antinovecentesca" o "linea sabiana", denominazione che fu coniata da Pasolini. Il termine è giustificato dal fatto che la loro produzione più significativa si colloca negli anni trenta, in pieno clima ermetico.

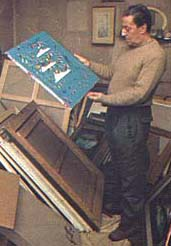
Sandro Penna in un'immagine del 1974

Essi, infatti, si distaccano dal linguaggio allora in voga, volutamente difficile, elitario, caratterizzato da uno spirito analogico-simbolico; il loro è un linguaggio che risponde essenzialmente a tre elementi costitutivi:
1. stretto rapporto con la tradizione;
2. uso di un linguaggio chiaro, immediato, di facile comprensione;
3. rappresentazione della realtà attraverso una accentuata descrittività e narratività.

Sarà facile, quindi, capire come i loro principali modelli di riferimento siano Giovanni Pascoli, i Crepuscolari e in particolar modo Saba. Dalle analogie con quest'ultimo deriva la seconda definizione sotto cui vengono annoverati Penna, Bertolucci e Caproni.
Nel caso di Penna, all'interno della sua produzione si notano due caratteristiche: il monolinguismo e il monotematismo. Il tema ricorrente nella poetica di Penna è il desiderio omoerotico, un fatto a cui il poeta probabilmente allude nella raccolta Stranezze (quando arriva a definirsi «poeta esclusivo d'amore») e che pare confermare con la lirica Sempre fanciulli nelle mie poesie!:
Ma io non so parlare d'altre cose.
Le altre cose son tutte noiose.
Io non posso cantarvi Opere Pie.»
Questo testo – che assume il valore di una dichiarazione di poetica – evidenzia la concezione che Penna ha della poesia, vissuta quale equivalente del desiderio e del principio di piacere (rappresentato dai "fanciulli" del v.1, unica cosa non noiosa e, quindi, piacevole, in antitesi rispetto alla morale, rappresentata in maniera esemplare dalle "Opere Pie" del v.4), cioè come equivalente della natura.

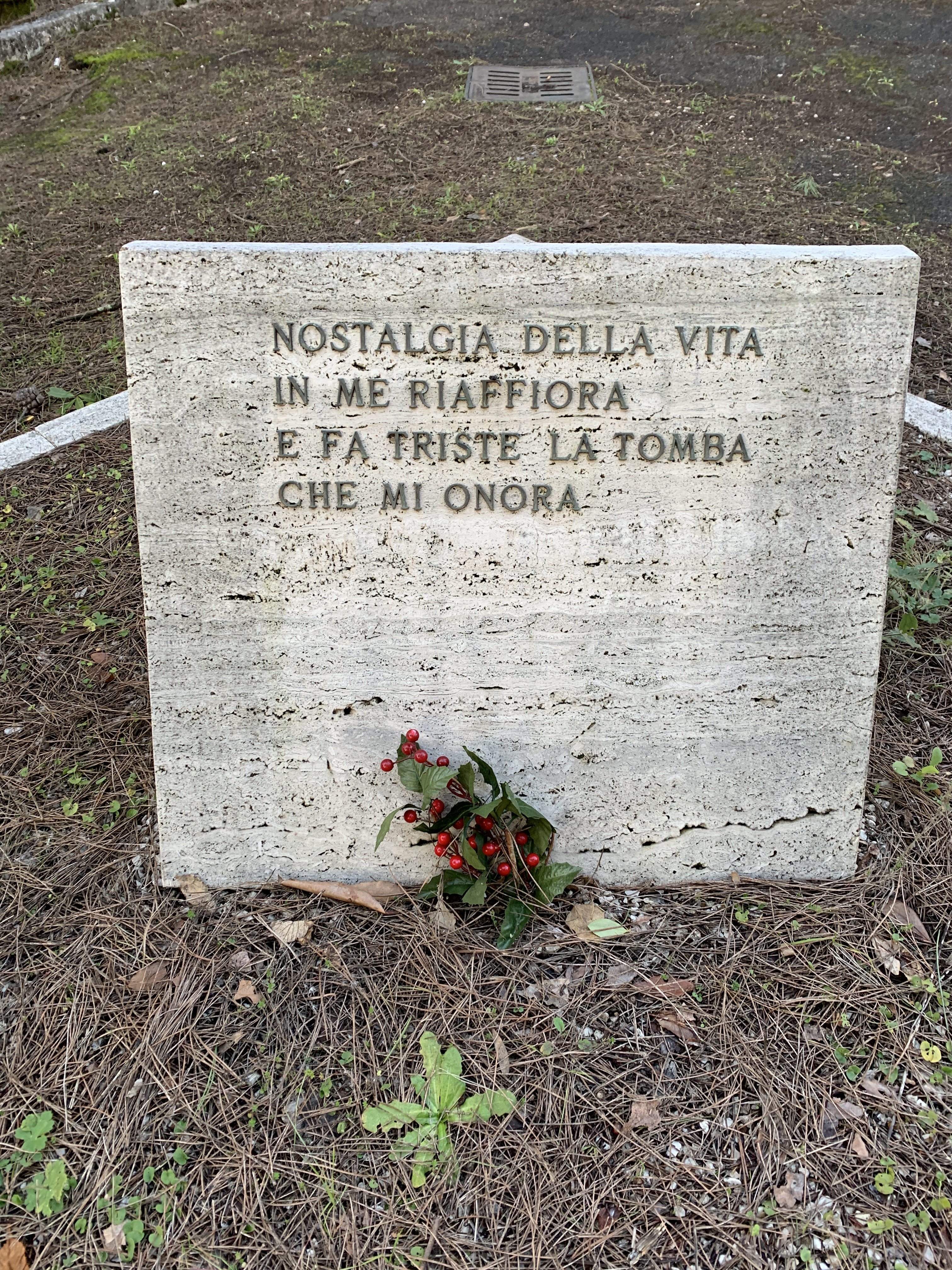
La lapide di Sandro Penna al cimitero di Prima Porta a Roma

E d'altra parte la poesia è vissuta anche come modo in cui tale valore naturale diviene accessibile sul piano sociale (grazie alla sublimazione della forma), come luogo in cui il principio di piacere può incontrarsi col principio di realtà senza rinunciare a esprimersi, mirando a una superiore armonia. La poesia ha, perciò, un valore di trasgressione lecita, che, tuttavia, non basta a Penna al colmare l'insoddisfazione per un mondo che lo ha relegato ai margini: la differenza tra le prime e le ultime liriche è infatti la scomparsa di quella "strana gioia di vivere", di quella "felice e pagana istintività gioiosa" che lo aveva sempre animato.

Sandro Penna con Pier Paolo Pasolini

Il monolinguismo penniano (basato su un vocabolario ridottissimo e su un estremo controllo formale) è giustificato dal fatto che
(Pier Vincenzo Mengaldo, Poeti italiani del Novecento)
La poesia di Sandro Penna, legata al tema dell'amore omosessuale, si realizza in forme apparentemente semplici e cantabili. Il timbro dei suoi versi è di classica e assoluta purezza, le sue strofe sono brevi e i suoi versi, di una dolce cantabilità, lontani da ogni esperienza contemporanea. La lirica di Penna si caratterizza per la forma impressionistica dei suoi tratti e per la mancanza di suggestioni colte dalla letteratura del Novecento.
Proprio la sua posizione appartata nel panorama della poesia del Novecento ha reso non sempre facile un pieno riconoscimento del suo autentico valore. Tra i sostenitori della sua poesia ci fu Pier Paolo Pasolini, che a Penna dedicò nel 1960 due capitoli del suo volume di saggi Passione e ideologia e una recensione di Un po' di febbre (Scritti corsari). Tra altri critici che apprezzarono la sua poesia ci furono Sergio Solmi in Tesoretto (1941), Luciano Anceschi in Saggi di poetica e poesia (1943), Piero Bigongiari in Il senso della lirica e altri studi (1952), Giuseppe De Robertis in Altro Novecento (1962), Alfredo Giuliani in Immagini e maniere (1965). Dopo la pubblicazione di Tutte le poesie nel 1970, i consensi della critica intorno alla sua opera sono aumentati e, accanto alle numerose recensioni che accompagnano i suoi libri, si distingue il saggio di Giovanni Raboni (dapprima pubblicato in "Paragone" e in seguito nel suo libro Poesia degli anni sessanta) e la recensione di Giacomo De Benedetti in Poesia italiana del Novecento apparsa nel 1974 e la postfazione di Cesare Garboli a Stranezze.

## Opere

### Poesia
- Poesie, Firenze, Parenti, 1939.
- Appunti, Milano, Edizioni della meridiana, 1950.
- Una strana gioia di vivere, Milano, All'insegna del pesce d'oro, 1956.
- Poesie, Milano, Garzanti, 1957.
- Croce e delizia, Milano, Longanesi, 1958.
- Tutte le poesie, Milano, Garzanti, 1970. (dal 1989 edito come Poesie con prefazione di Cesare Garboli)
- L'ombra e la luna. Sette poesie, Milano, Vanni Scheiwiller, 1975. (con sette acqueforti di Cristiana Isoleri)
- Stranezze (1957-1976), Milano, Garzanti, 1976.
- Segreti, a cura di Enzo Giannelli, Roma, Don Chisciotte, 1977.
- Il viaggiatore insonne, a cura di Natalia Ginzburg e Giovanni Raboni, Genova, Edizioni San Marco dei Giustiniani, 1977.

### Prosa
- prosa in Acruto Vitali, Il tempo scorre altrove. Poesie 1919-1963, Milano, All'insegna del pesce d'oro, 1972

#### Raccolte di racconti
- Arrivo al mare, Roma, De Luca, 1955
- Un po' di febbre, Milano, Garzanti, 1973

### Traduzioni
- Traduzione di Paul Claudel, Presenza e profezia, Milano, Ed. di Comunità, 1947.
- Traduzione di Prosper Mérimée, Carmen e altri racconti, Torino, Einaudi, 1977.

### Raccolte postume
- Elio Pecora e Roberto Deidier (a cura di), Poesie, prose e diari, Collana I Meridiani, Milano, Mondadori, 2017, ISBN 978-88-04-67732-1.

#### Poesie
- Il rombo immenso, Milano, Scheiwiller, 1978
- Confuso sogno, a cura di Elio Pecora, Milano, Garzanti, 1980
- Peccato di gola. Poesie al fermo posta, Milano, Libri Scheiwiller, 1989. ISBN 88-7644-135-2
- Cose comuni e straordinarie, a cura di Elio Pecora, Genova, San Marco dei Giustiniani, 2002. ISBN 88-7494-111-0

#### Lettere
- Lettere e minute, 1932-1938, con Eugenio Montale, introduzione di Elio Pecora, a cura di Roberto Deidier, Milano, Archinto, 1995. ISBN 88-7768-160-8
- Umberto Saba, Lettere a Sandro Penna, 1929-1940, a cura di Roberto Deidier, Milano, Archinto, 1997. ISBN 88-7768-210-8

#### Diari
- Una felicità possibile. Appunti di diario, a cura di Elio Pecora, Genova, San Marco dei Giustiniani, 2000.
- Autobiografia al magnetofono, a cura di Elio Pecora, Genova, San Marco dei Giustiniani, 2006. ISBN 88-7494-195-1

#### Cataloghi di mostre
- Appunti di vita, Perugia, Electa, 1990. ISBN 88-435-3322-3 (a cura di Elio Pecora)

#### Spettacoli
- Sandro Penna secondo me.[13] Spettacolo tra poesie, musica e racconti su Sandro Penna a cura del musicista Max De Aloe

## Filmografia
- Umano, non umano, regia di Mario Schifano (1969)